# عبدو حكيم
عبدو حكيم (29 أغسطس 1973) هو ممثل ومخرج وممثل صوت لبناني. وشخصية بارزة في الدبلجة اللبنانية. من أهم أدواره يوغي ويامي في يوغي يو الأجزاء الأربعة - مايكل انجلو في ابطال النينجا ماعدا الموسم الثالث ودانتي في لفل أب مسلسل وفيلم وكما أدّى دور أحد أخوة النبي يوسف وأحد عبيد في مصر في مسلسل يوسف الصديق.

## السيرة الذاتية
ولد في مزرعة يشوع، قضاء المتن، لبنان. تخرج من الجامعة اللبنانية، شهادة من فيميس فرانس وإخراج الأفلام من جامعة شارع يوسف، عمل في التلفاز والمسرح في إضافة عمل دبلجة الصوت في كثير من مسلسلات الصغار والكبار.

## المسار المهني
مع موهبته الخاصة في التمثيل، عزم أن يصبح منتجاً لكاتب مسرح الأطفال. حصل على بدايته كرأس إنتاج وكتب في كثير من المسرحيات.
عندما أصبح عبدو رأس الإنتاج لعمل مشاريع مرحلته الخاصة، المسرحية كانت ناجحة. كان قادراً على تحويل المسرح حوله. قدم المسرح التعليمي الأكثر نجاحاً للأطفال إلى جانب خدمات الموبايل في لبنان وكل الوطن العربي.
ضرب عبدو صفقة مع التلفزيون اللبناني التي مكنته من البقاء في منصب رأس المسرح بينما كان يعمل أيضاً كمنتج مستقل.
استمر عبدو في الإنتاج. أنتج وقدم الصوت أيضاً لمسماه ودبلجة الشخصية كثير من مسلسلات الكرتون المتحركة.

## فيلموغرافيا

### تلفاز
| السنة | العنوان         | الدور | ملاحظات | مصادر |
| ----- | --------------- | ----- | ------- | ----- |
| 2007  | عيلة ع فرد ميلة |       |         |       |
| 2012  | أوتيل الأفراح   | أكرم  |         | [ 4 ] |
| 2015  | درب الياسمين    |       |         |       |
| 2016  | مش أنا          |       |         |       |

### مسرحيات
- كله بالراس.[5] 2013

### أدوار الدبلجة
- 9 - 9
- أبطال التايتنز إنطلقوا! - بيست بوي
- أبطال كرة السلة - رودي
- إد، إدد وإدي - جوني، رولف
- الأرقام الجميلة - رقم 8
- الأرنب ريكيت - جاي شمفتون
- أطلنطس: الإمبراطورية المفقودة - ميلو ثاتش (النسخة العربية الفصحى)
- أولاد الجيران - رقم 2
- بابي إن ماي بوكيت: أدفانترز إن بوكيتفيل - ماجيك
- باك مان ومغامرات الأشباح - سبايرال (الموسم الأول-الثاني)
- باكوغان - دان كوسو
- بايبي لوني تيونز - فلويد مينتون
- بوكيمون - جيمس
- البروفسور لبيب - نعسان
- بن 10: ألتيمت إليين - بن تنيسون، الألتيماتريكس، ألبيدو، بيغ تشيل، سبايدر مونكي، فاست تراك، جوري ريغ، غووب
- بن 10: إليين فورس - بن تنيسون، ألبيدو، بيغ تشيل، سبايدر مونكي
- بن 10: أومنيفرس - بن تنيسون، ألبيدو
- بن 10/جينيرايتور ريكس: اتحاد الأبطال - بن تنيسون
- تليتبيز - تينكي وينكي، ديبسي
- ثانوية الاستخبارات - أوسكار، دان
- جامعة المرعبين - مارد وشوشني
- حكاية لعبة 3 - أندي ديفيس (النسخة العربية الفصحى)
- الخارقون - سيندروم (النسخة العربية الفصحى)
- خلف حائط الحديقة - ويرت
- دامو ستحيل - فريد زيتون، الأمير والي
- دكتور هو
- روبن هود (فيلم 1973) - روبن هود (النسخة العربية الفصحى)
- سلاش - إيزايا
- السنافر - سنفور غبي، سنفور حالم، الملك جرالد ، سنفور قابل(نسخة إيمدج برودكشن هاوس)
- شركة الوحوش - مايك وازاوسكي (النسخة العربية الفصحى)
- شغف كرة القدم - سامي
- ضيف البراري - سيد الظلام الابله
- الطباخ الصغير - ريمي (النسخة العربية الفصحى)
- عائلة جاستون - إليروي جتسون
- عودة أطلنطس - ميلو ثاتس (النسخة العربية الفصحى)
- غريم والشرير ومغامرات الغريم - بيلي
- غلي - آرني أبرامز
- فلمور - جاد انزح
- كوردج الجبان - كوردج
- كوكب الكنز - جيم هوكنز (النسخة العربية الفصحى)
- لفل أب - دانتي (فيلم ومسلسل)
- المختار الثقفي
- مختبر دكستر - ماندارك
- مراهقو التايتنز - بيست بوي
- مغامرات فلاب جاك - فلاب جاك
- منزل فوستر - ويلت
- وقت المغامرة - فين البشري (الموسم الثالث وبعده)
- يوسف الصديق - نيمي سابو الصغير (غير مدرج)
- يوغي يو - يوغي
- يوميات مادي
- ملك الأزياء
- راستي رايفيتز - راستي
- يوغي يو! آرك-في - يويا ساكاكي
- ليغو الأصدقاء فتيات في مهمة
- لوبت - لوك ماكسويل (الصوت الأول)
- ذا بابلز - مارتي
- الكابتن تسوباسا - ريو إيشيزاكي
- أنا الفيس ريبولدي - بوريس
- عالم غامبول المدهش - دانيال
- الكتكوت الشجاع - فريرنج
- اختيار تشاك - تشاك (نسخة الدبلجة اللبنانية)

## وصلات خارجية
- عبدو حكيم على موقع IMDb (الإنجليزية)